# 鶴澤寛治
鶴澤 寛治（つるざわ かんじ）は、文楽義太夫節三味線方の名跡。

## 初代
（生没年不詳）
初代鶴澤友次郎の門下で亀次郎。1750年に大坂豊竹座初出座。宝暦10年（1760年）に寛治を名乗る。花蝶軒・観西翁と称した。
通称を「土橋寛治」。

## 2代目
（生没年不詳）
初代寛治の門下で儀七が寛政8年（1796年）に2代目寛治を襲名。

## 3代目
（生年不詳 - 文政4年（1821年）3月11日）
2代目寛治の門下で初代鶴澤文吾、初代鶴澤八兵衛を経て文化13年（1817年）に3代目寛治を襲名。

## 4代目
（生没年不詳）
摂州難波村（現在の大阪市）の生まれ、3代目寛治の門下で富造、2代目文吾を経て文政9年（1826年）に4代目寛治を襲名。明治元年に弟子に寛治を譲り寛翁と称した。
「関取千両幟」の櫓太鼓の曲弾きを始めたといわれている。寛永時代の大立者。
通称を「鬼寛治」。

## 5代目
（嘉永2年（1849年） - 明治17年（1884年）2月5日）本名は大盛寛治郎。
堺の生まれ、鶴澤寛三郎の養子、幼少から三弦に親しみ5代目鶴澤傳吉の門下で初代鶴澤寛治郎、その後傳吉の没後は初代鶴澤清六の門下で明治7年（1874年）頃に5代目寛治を襲名。明治8年（1875年）正月から大阪松島の文楽座で竹本重太夫の相三味線を務める。病が多く、明治14年（1881年）の文楽座が病気で最後の舞台。

## 6代目
（明治20年（1887年）10月17日 - 昭和49年（1974年）8月20日）本名は白井治三郎。
京都市内の生まれ、明治29年（1896年）に9代目竹澤彌七（当時・鶴澤團六）の門下で初代竹澤團治郎、明治33年（1900年）に2代目鶴澤寛治郎の門下に移り、6代目團六、1937年3月に3代目寛治郎を経て、昭和31年（1956年）1月に道頓堀文楽座「絵本太功記」の尼ケ崎の段で6代目寛治を襲名。
戦後数少ない明治時代の古きよき文楽、浄瑠璃の知る人物として重きをなし3代目竹本津太夫、4代目竹本津太夫の相三味線を務めた。
昭和37年（1962年）に重要無形文化財保持者（人間国宝）に認定。昭和44年（1968年）に大阪芸術賞。昭和46年（1971年）に毎日芸術賞。昭和47年（1972年）に日本芸術院賞、名古屋演劇ペンクラブ年間賞。昭和59年（1984年）に上方芸能人顕彰。実子に7代目寛治、女婿が4代目竹本津太夫。

## 7代目
（昭和3年（1928年）9月27日 - 2018年9月5日）本名は白井康夫。京都市出身。
6代目の実子。昭和17年（1942年）に父の門下で寛子。同年初舞台。昭和18年（1943年）に寛弘、昭和30年（1956年）に8代目竹澤團六を襲名。平成13年（2001年）に7代目寛治を襲名。平成11年（1999年）、勲四等旭日小綬章。
平成9年（1997年）に重要無形文化財保持者（人間国宝）に認定。
孫は鶴澤寛太郎。